# Urbant förfall

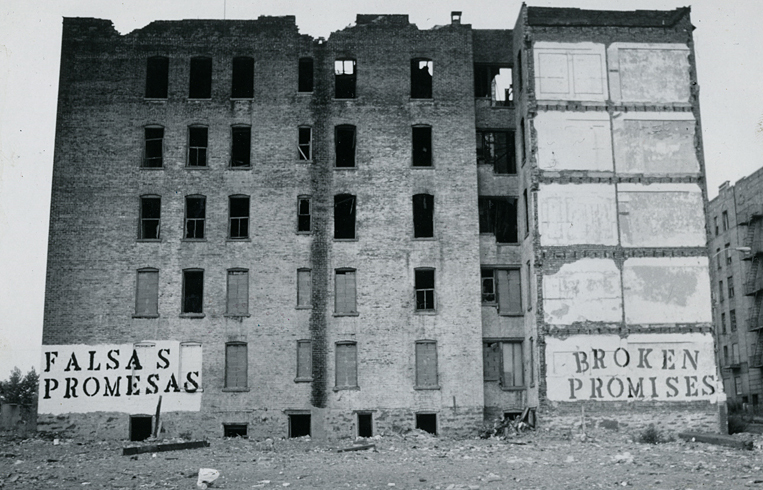
Charlotte Street i södra Bronx, New York City.

Urbant förfall, engelska urban decay (även urban rot och urban blight) är en process där en tidigare fungerande stad eller delar av den förfaller. Bland orsaker till urbant förfall hör avindustrialisering, avfolkning, övergivna byggnader, hög arbetslöshet, kriminalitet och bildandet övergivna och otrygga stadslandskap. 
Sedan 1970- och 1980-talet har urbant förfall förknippats med städer i västvärlden, särskilt i USA med bland annat följderna av Rostbältet men även städer i bland annat Storbritannien och Frankrike har drabbat av urbant förfall. I USA blev fenomenet utbrett under 1970-talets ekonomiska recession och kris inom delar av verkstadsindustrin. Detta tillsammans med den sedan 1950-talet pågående utflyttningen till förorter (engelska urban sprawl och även white flight) utarmade centrala delar av städer på invånare. Begreppet "Urban decay" blev ett begrepp. 
Utmärkande för det urbana förfallet var att städernas kärnor (centrum) utarmades när invånare valde att flytta ut till förorter, vilket skedde i bland annat Detroit. Detta möjliggjordes bland annat genom massbilism framgångar på bekostnad av kollektivtrafik. Senare under 1970-talet skedde en förslumning som följden av industrinedläggningar och påföljande ekonomiska kriser i städer och bland invånarna. 1970-talets ekonomiska kris bidrog till försämrade förutsättningar för innerstadsdelarna i städer som drabbades av industrikriser. I Storbritannien drabbades Birmingham, Manchester, Liverpool, Newcastle och östra London av urbant förfall under 1970-talet.